# División Nacional 1 de Bélgica
La División Nacional 1 de Bélgica, anteriormente denominada Primera División Aficionada, es la tercera categoría del sistema de ligas de fútbol de Bélgica por debajo de la Segunda División de Bélgica y por encima de la División 2 de Bélgica.

## Historia
La liga fue creada en 2016 después de que la cantidad de equipos profesionales en Bélgica disminuyera a 24 en ese año y porque la desaparecida Tercera División de Bélgica solo contaba con equipos aficionados, por lo que se eliminó la tercera división nacional y las ligas provinciales de Bélgica fueron transformadas dentro tres categorías aficionadas, bajando su categoría a sexta división.
La temporada 2020-21 se empezó a disputar hasta mitad de octubre, cuando la altas cifras de contagios de COVID-19 hicieron que se suspendiera la competición. La Real Federación Belga de Fútbol decidió el 25 de enero de 2021 la cancelación de todas las competiciones excepto la Jupiler League, Segunda División, Copa de Bélgica y Primera Femenina.
A partir de la temporada 2024/25 se divide la categoría en dos grupos en lugar de uno, un grupo regional flamenco (VFV) con 16 equipos y un grupo valón (ACFF) con 12 equipos, donde antes solo había un grupo de 18 equipos.

## Formato
La liga consta de 28 equipos divididos en 2 grupos de 16 equipos (grupo flamenco VFV) y 12 equipos (grupo francófono ACFF).

## Clubes temporada 2025-26
| Grupo Flamenco (VFV)    | Grupo Flamenco (VFV)    | Grupo Flamenco (VFV)                    | Grupo Flamenco (VFV) | Grupo Flamenco (VFV) | Grupo Flamenco (VFV) |
| Club                    | Ciudad                  | Estadio                                 | Capacidad            | Temporada anterior   | Comentarios          |
| ----------------------- | ----------------------- | --------------------------------------- | -------------------- | -------------------- | -------------------- |
| SK Roeselare            | Roeselare               | Schiervelde                             | 8.340                | 1.º                  |                      |
| Belisia Bilzen          | Bilzen                  | Sportpark Katteberg                     | 2.000                | 10.º                 |                      |
| KVC Houtvenne           | Houtvenne               |                                         |                      | 1.º                  |                      |
| Círculo Brujas II       | Brujas                  | Jan Breydelstadion                      | 29.062               | 9.º                  |                      |
| KFC Dessel Sport        | Dessel                  | Armand Melis Stadion                    | 4.391                | 5.º                  |                      |
| Diegem Sport            | Diegem                  | Gemeentelijk Sportstadion               | 4.000                | 3.º                  |                      |
| KVV Zelzate             | Zelzate                 | Armand Seghers Complex                  |                      | 3.º                  |                      |
| Hoogstraten VV          | Hoogstraten             | Sportcomplex Seminaire                  | 5.000                | 11.º                 |                      |
| Royal Knokke            | Knokke                  | Burgemeester Graaf Leopold Lippens Park | 3.000                | 2.º                  |                      |
| Leuven II               | Leuven                  | Stade Julien Bergé                      | 7.100                | 12.º                 |                      |
| Lyra-Lierse             | Berlaar                 | Luc De Rijck Stadion                    | 2.500                | 8.º                  |                      |
| KFC Merelbeke           | Merelbeke               | Molenkouterstadion                      |                      | 13.º                 |                      |
| KVK Ninove              | Ninove                  | De Kloppers                             | 1.500                | 7.º                  |                      |
| Sporting Hasselt        | Hasselt                 | Stedelijk Sportstadion                  | 8.800                | 3.º                  |                      |
| Thes Sport              | Tessenderlo             | Gemeentelijk Sportpark                  | 3.000                | 6.º                  |                      |
| KVK Tienen              | Tienen                  | Bergéstadion                            | 7.075                | 4.º                  |                      |
| Grupo Francófono (ACFF) |                         |                                         |                      |                      |                      |
| Crossing Schaerbeek     | Schaerbeek              | Crossingstadion                         | 3.500                | 1.º                  |                      |
| Charleroi II            | Charleroi               | Stade du Pays de Charleroi              | 15.000               | 7.º                  |                      |
| Excelsior Virton        | Virton                  | Stade Yvan Georges                      | 4.015                | 4.º                  |                      |
| RFC Meux                | Meux                    | Stade des Vert et Blanc                 | 1.500                | 2.º                  |                      |
| RAEC Mons               | Mons                    | Stade Charles Tondreau                  | 8.000                | 3.º                  |                      |
| Standard Lieja II       | Lieja                   | Maurice Dufrasnestadion                 | 27.670               | 10.º                 |                      |
| Stockay-Warfusée        | Saint-Georges-sur-Meuse | Terrain rue Joseph Wauters              | 1.000                | 6.º                  |                      |
| RSC Habay-la-Neuve      | Habay-la-Neuve          | Stade Emile Mathieu                     | 1.000                | 4.º                  |                      |
| Royal Tubize            | Tubize                  | Estadio Leburton                        | 8.100                | 2.º                  |                      |
| Union Namur             | Namur                   | Stade Communal                          | 3.500                | 9.º                  |                      |
| Union Rochefortoise     | Rochefort               | Parc des Roches                         | 1.000                | 5.º                  |                      |
| Union Saint-Gilloise II | Saint-Gillles           | Joseph Marienstadion                    | 8.000                | 8.º                  |                      |

## Temporadas
| Temporada | Ganador de la Temporada Regular        | Participantes en el Playoff                     | Campeón           | Ascensos                                       | Descensos                                                   |
| --------- | -------------------------------------- | ----------------------------------------------- | ----------------- | ---------------------------------------------- | ----------------------------------------------------------- |
| 2016–17   | Beerschot Wilrijk                      | Beerschot Wilrijk, Dessel Sport, Heist y Virton | Beerschot Wilrijk | Beerschot Wilrijk                              | Coxyde, Hasselt, Sprimont-Comblain y WS Bruxelles           |
| 2017–18   | Lommel                                 | Deinze, Dessel Sport, Royal Knokke y Lommel     | Royal Knokke      | Lommel                                         | Berchem, Hamme y Patro Eisden Maasmechelen                  |
| 2018–19   | Thes Sport                             | Deinze, Lierse Kempenzonen, Thes Sport y Virton | Virton            | Virton                                         | Aalst, ASV Geel, Royal Knokke y Oudenaarde                  |
| 2019-20   | Deinze                                 | No se disputó por el Covid-19                   | Deinze            | Deinze, RWDM, RFC Seraing y Lierse Kempenzonen | Tubize                                                      |
| 2020-21   | Temporada suspendida por Covid-19      |                                                 |                   |                                                |                                                             |
| 2021-22   | RFC Liege                              | RFC Liege, Royal Knokke, Dessel Sport y Dender  | FCV Dender        | FCV Dender                                     | La Louvière Centre                                          |
| 2022-23   | Patro Eisden                           |                                                 | Patro Eisden      | Patro Eisden, RFC Liege y Francs Borains       | KVK Ninove, Rupel Boom y Mandel United                      |
| 2023-24   | RAAL La Louviere                       |                                                 | RAAL La Louviere  | RAAL La Louviere, Lokeren-Temse                | KVC Winkel Sport (desaparece por problemas económicos)      |
| 2024-25   | Gent II (VFV) Olympic Charleroi (ACFF) |                                                 |                   | Gent II (VFV) Olympic Charleroi (ACFF)         | Royal Capellen, Antwerp II, Heist, RUS Binche y RFC Tournai |